# رقابت اندازه نامتقارن
رقابت اندازه نامتقارن (به انگلیسی: Size-asymmetric competition)، به موقعیت‌هایی اشاره می‌کند که در آن افراد بزرگ‌تر هنگام رقابت با افراد کوچک‌تر، از مقدار نامتناسب بیشتری از منابع بهره‌برداری می‌کنند. این نوع رقابت در میان گیاهان رایج است اما در میان جانوران نیز وجود دارد. رقابت نامتقارن از نظر اندازه معمولاً ناشی از انحصار افراد بزرگ منبع با «پیشگیری» است؛ یعنی بهره‌برداری از منبع پیش از اینکه افراد کوچک‌تر بتوانند آن را به دست آورند. رقابت اندازه نامتقارن پیامدهای عمده‌ای بر ساختار و تنوع جمعیت در جوامع بوم‌شناختی دارد.